# Botryllophilus bergensis
Botryllophilus bergensis is een eenoogkreeftjessoort uit de familie van de Botryllophilidae. De wetenschappelijke naam van de soort is voor het eerst geldig gepubliceerd in 1921 door Schellenberg.